# Cartizze
Cartizze is een  rive prosecco binnen de Conegliano-Valdobbiadene regio, de streek waar DOCG prosecco mag worden geproduceerd. 
Een rive is een stuk land dat door het consortium van DOCG prosecco is aangemerkt als een uitzonderlijk goede locatie om Glera druiven te verbouwen. Binnen deze 43 rives is Cartizze de hoogste. 
Cartizze heeft een speciale status. Alleen wijnen van druiven uit deze 106 hectare mogen de naam 'Superiore di Cartizze' dragen. Daarnaast moeten deze wijnen aan strenge eisen voldoen voor wat betreft maximale opbrengst van het land.